# تپه شخص
تپه شخص مربوط به دوره اشکانیان است و در شهرستان سنقر، بخش کلیائی، روستای زاغان سفلی واقع شده و این اثر در تاریخ ۱۱ مرداد ۱۳۸۴ با شمارهٔ ثبت ۱۲۵۲۷ به‌عنوان یکی از آثار ملی ایران به ثبت رسیده است.